# Третьяково (Московская область)
Третьяково — деревня в Клинском районе Московской области, в составе Городского поселения Высоковск. Население — 65 чел. (2010). До 2006 года Третьяково входило в состав Шипулинского сельского округа.
Деревня расположена в центральной части района, в 3,5 км к северо-западу от окраины города Высоковск, на правом берегу реки Раменки, высота центра над уровнем моря 196 м. Ближайшие населённые пункты — Колосово на северо-востоке, Шипулино на северо-востоке и Макшеево на юго-востоке. Через деревню проходит региональная автодорога 46К-0280 (автотрасса М10 «Россия» — Высоковск).

## Из воспоминаний[7]В. Ф. Джунковского
Очень интересный эпизод об этой деревне в мемуарах бывшего Московского губернатора Владимира Фёдоровича Джунковского:
«В тот же день (20 апреля 1907) в деревне Третьяково Клинского уезда произошел пожар, истребивший 65 дворов; только несколько изб уцелело. Крестьяне этой деревни были трудолюбивый зажиточный народ, никогда никаких неприятностей в этой деревне не было, все лежавшие на них повинности крестьяне платили добросовестно и аккуратно, поэтому я особенно близко принял участие в постигшем их несчастии.
Так как я ехал в Петербург, будучи назначен дежурным при Государе на 6 мая, то, конечно, не мог лично приехать на место пожарища, поэтому я командировал туда непременного члена губернского присутствия, чтобы произвести обследование пострадавших от пожара крестьян, выяснив нужду каждого, дабы по возвращении прийти к ним на помощь.
По приезде моем в Петербург я 6 мая утром выехал в Царское Село и, проехав прямо в Александровский дворец, вступил на дежурство при Государе. (…)
Вечером пришел ко мне скороход… (…) Скороход мне сообщил о приглашении меня к высочайшему обеденному столу к 8 часам вечера.
(…) Государь был очень в духе в этот день и разговорчив, расспрашивал о Москве, о настроении среди крестьян. Докладывая, я упомянул и о пожаре в деревне Третьяково, случившемся как раз перед моим выездом из Москвы, и рассказал, как особенно жаль этих крестьян, живших так хорошо, исправно вносивших все повинности и потерявших сразу все свое трудами накопленное добро. Государь проявил большое участие, вдаваясь в подробности пожара.
После обеда перешли в кабинет императрицы пить кофе. В одиннадцатом часу их величества милостиво простились со мной, и Государь при этом, обратившись ко мне, сказал: „Принесите мне завтра утром памятную записку о пожаре с указанием количества сгоревших дворов“. (...) На другой день в девять с половиной часов я передал записку камердинеру Государя для передачи его величеству.
Вечером я сидел дома у своего друга Э. Р. Зейме, у которого в Петербурге всегда останавливался. Раздался звонок, оказалось, что приехал фельдъегерь и привез мне от высочайшего имени конверт с пятью тысячами рублей, пожалованных Государем императором в пособие погорельцам деревни Третьяково. Легко себе представить, как я был счастлив такому монаршему вниманию и заботе, не говоря уже о сумме. На такое пособие каждый домохозяин мог поставить себе хороший сруб.
По возвращении в Москву я отвез эти деньги в деревню Третьяково, где после молебствия лично раздал их всем пострадавшим домохозяевам поровну. Для крестьян такая щедрая царская милость была совершенно неожиданной. Они устроили мне торжественную встречу, пригласив священника отслужить благодарственный молебен за здравие Государя.
Место для молебна было очень красиво убрано русскими вышитыми полотенцами, которыми была устлана вся площадка. При входе же на неё сооружена была арка с надписью: „Дорогому гостю“. Когда я сказал несколько слов крестьянам, то у многих появились слезы, все были взволнованы, просили телеграфировать Государю, благодарить.
Ровно через год после этого вся деревня уже отстроилась, и никаких следов от пожарища не осталось. Пожар, благодаря царскому дару, способствовал украшению, избы были выстроены гораздо лучше тех, кои были раньше».

## История
В годы т.н. "коллективизации" из Третьяково в качестве "кулаков" были высланы Пётр Маденов и Курушин.
В годы Второй Мировой войны деревня была около месяца оккупирована немцами. Отношение оккупантов к жителям деревни было очень корректное.
По словам жительницы Третьякова Марфы Фёдоровны Копейкиной, на 118 дворов деревни с войны не вернулось 97 человек.
К середине 1960-х годов через деревню прошло асфальтированное шоссе, был выстроен бетонный мост через речку Раменку, чуть позже выстроен кирпичный клуб (ныне в запустении), а также построен кирпичный коровник с электродойкой.

## Население
| 2002 | 2006 | 2010 |
| ---- | ---- | ---- |
| 70   | ↘64  | ↗65  |